# Alliance Israélite Universelle

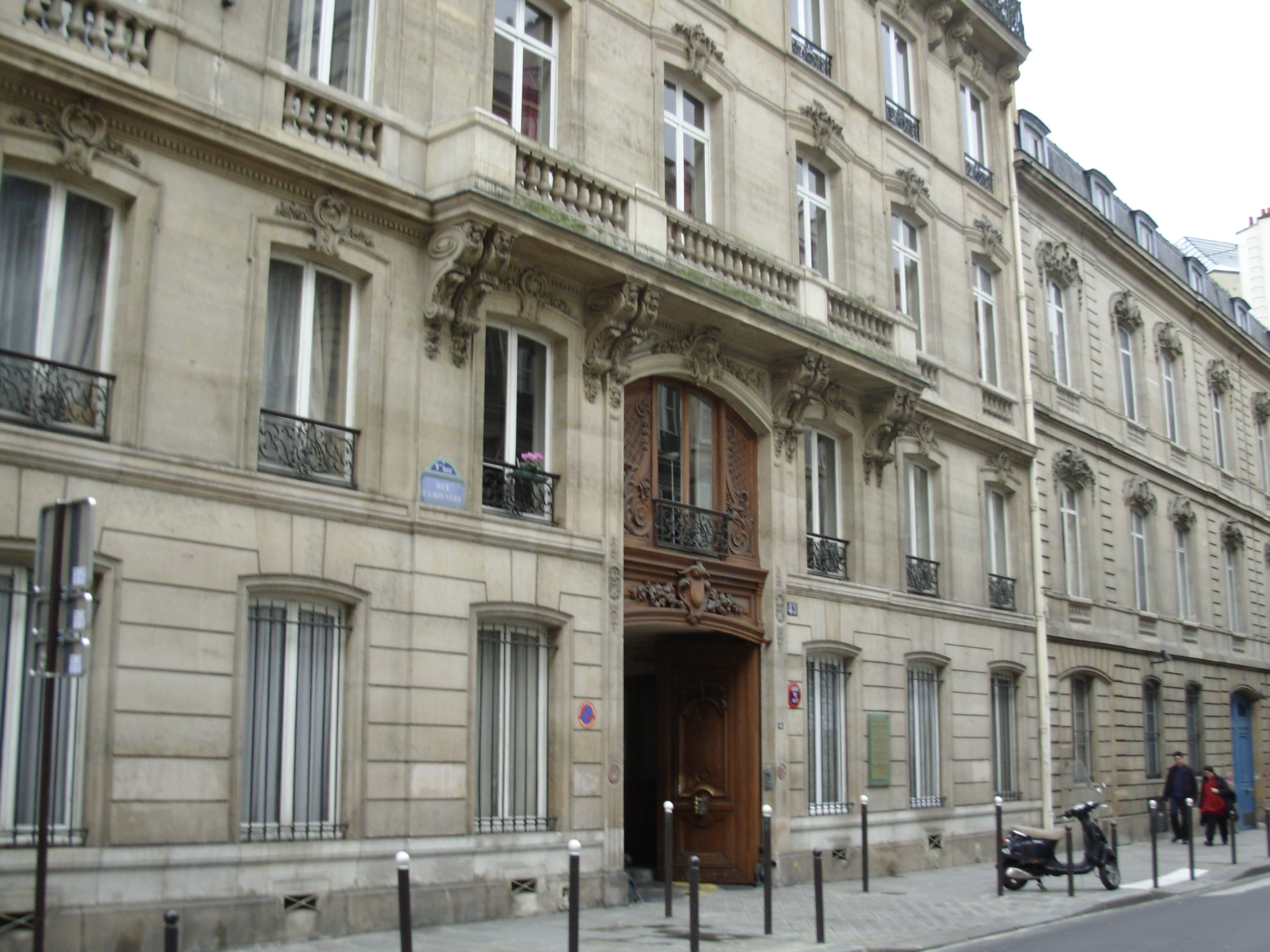
Entrada da sede da Société d'histoire des Juifs de Tunisie e da Alliance israélite Universelle em Paris.

A Alliance Israélite Universelle (AIU ; em hebraico: כל ישראל חברים) é uma organização judaica internacional sediada em Paris, fundada em 1860 com o propósito de salvaguardar os direitos humanos dos judeus em todo o mundo. Ela promove os ideais de autodefesa e autossuficiência judaica por meio da educação e do desenvolvimento profissional. A organização é conhecida por estabelecer escolas em língua francesa para crianças judias em todo o Mediterrâneo, no Irã e no antigo Império Otomano no século XIX e no início do século XX.
O lema da organização é uma expressão rabínica traduzida para o francês como tous les israélites sont solidaires les uns des autres (trad. "todos os judeus são solidários uns com os outros"). É administrada por um comitê executivo, no qual metade dos membros são residentes na França, e a outra metade em diferentes países.

## História

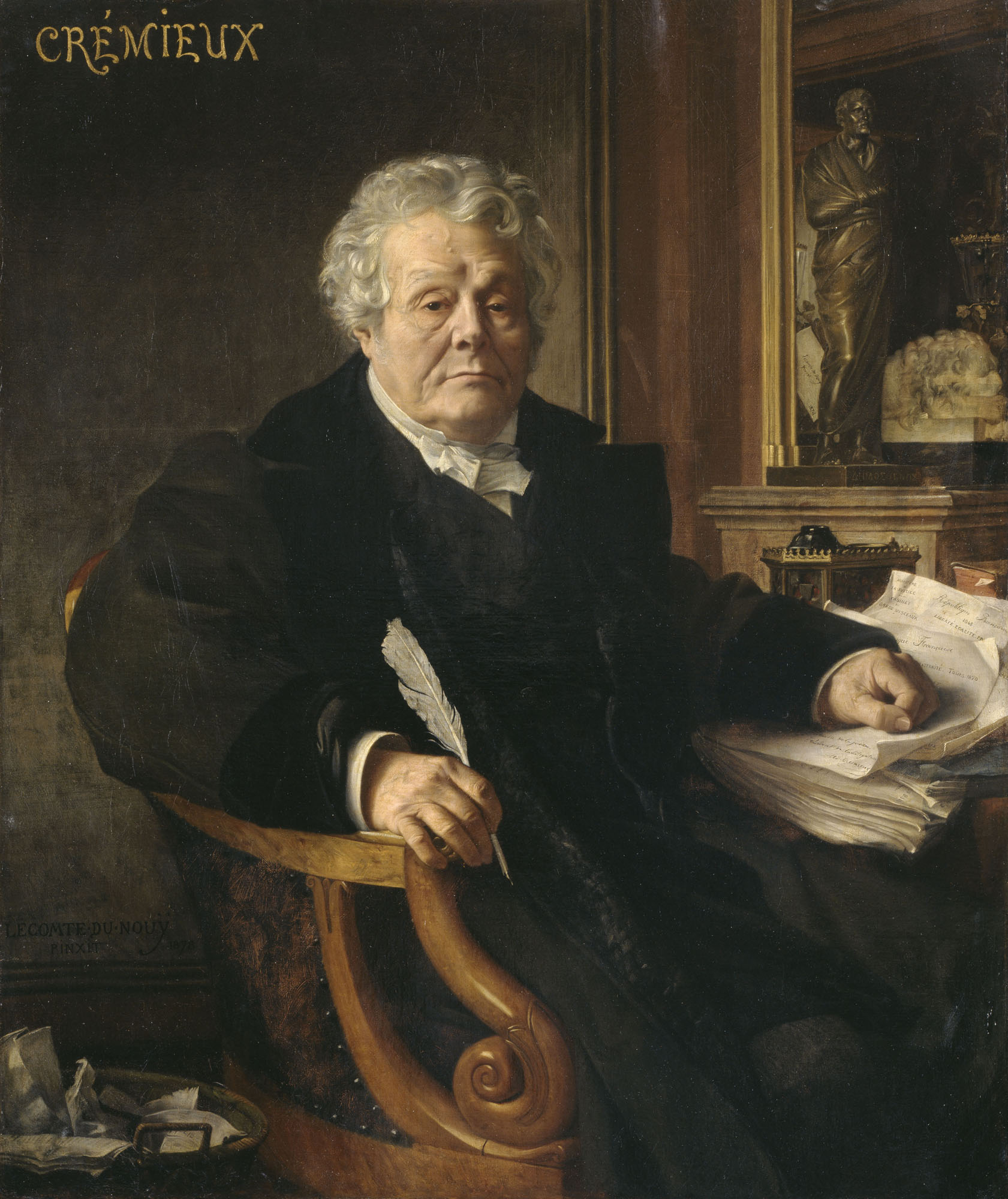
Adolphe Crémieux, um dos primeiros apoiadores da Aliança e seu presidente de 1863 a 1867 e novamente entre 1868 e 1880

A AIU foi fundada por Jules Carvallo, Isidore Cahen, Narcisse Leven (secretário de Adolphe Crémieux), Élie-Aristide Astruc e Eugène Manuel em maio de 1860 em Paris,e abriu sua primeira escola em Tetuão, no Marrocos em 1862. Após os episódios de antissemitismo do Caso de Damasco (1840) e do Caso Mortara (1858), a AIU embarcou em uma " missão civilizatória" para promover os judeus do Oriente Médio através da educação e da cultura francesa. Os membros originais da sociedade eram judeus, e a maior parte de seus membros pertence a essa fé, mas a associação conta com a simpatia e cooperação de muitos cristãos proeminentes. Conforme descrito em seu prospecto, o programa da sociedade incluía a emancipação dos judeus de leis opressivas e discriminatórias, deficiências políticas e a defesa deles em países onde eram submetidos à perseguição.

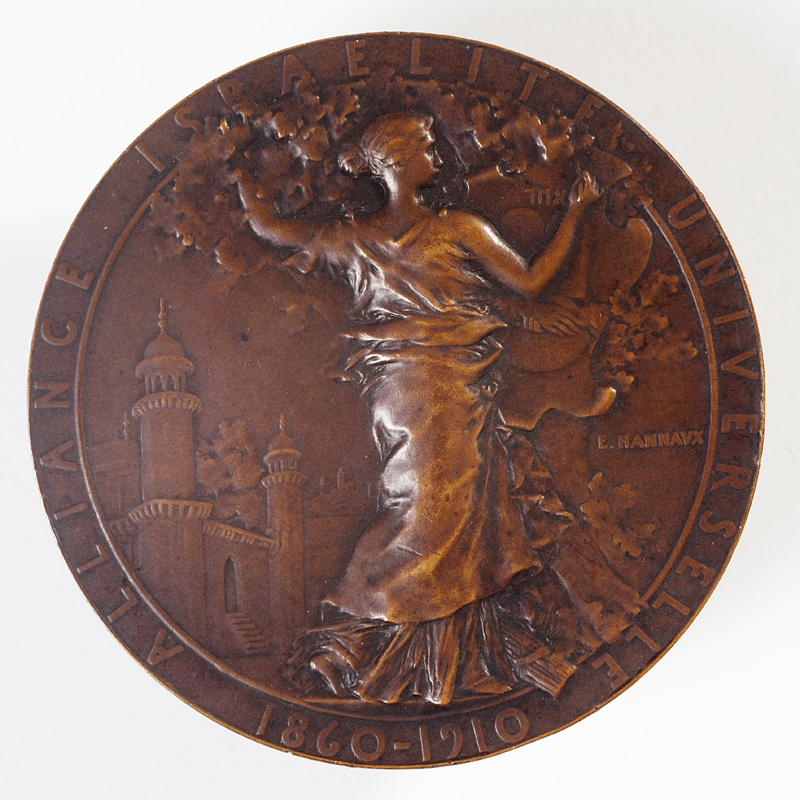
Medalha de Emmanuel Hannaux para o 50º aniversário da Alliance Israélite Universelle (1910) na coleção do Museu Judaico da Suíça, Basileia (inv. nº JMS 557): Personificação feminina com os símbolos da Aliança. O outro lado mostra Narcisse Leven de perfil.

Para atingir seus objetivos, a sociedade propôs-se a realizar uma campanha de educação por meio da imprensa e da publicação de obras sobre a história e a vida dos judeus. No início, porém, a medida adotada pela sociedade para levar alívio aos seus irmãos oprimidos em outros países era garantir a intercessão de governos amigos em seu favor. Assim, já em 1867, os governos de França, Itália, Bélgica e Holanda condicionaram a renovação dos tratados existentes com a Suíça à concessão de plenos direitos civis e políticos aos judeus por parte daquele país. Em 1878, representantes da Aliança apresentaram as condições dos judeus na Península Balcânica ante o Congresso de Berlim, e como resultado o Tratado de Berlim estipulou que na Romênia, Sérvia e Bulgária não deveria ser feita qualquer discriminação contra qualquer religião na distribuição dos direitos civis. 
A AIU atuou especialmente na proteção e na assistência aos judeus do Marrocos, da Argélia e da Pérsia, e interveio em várias acusações de libelo de sangue contra judeus em vários países.

### Escolas

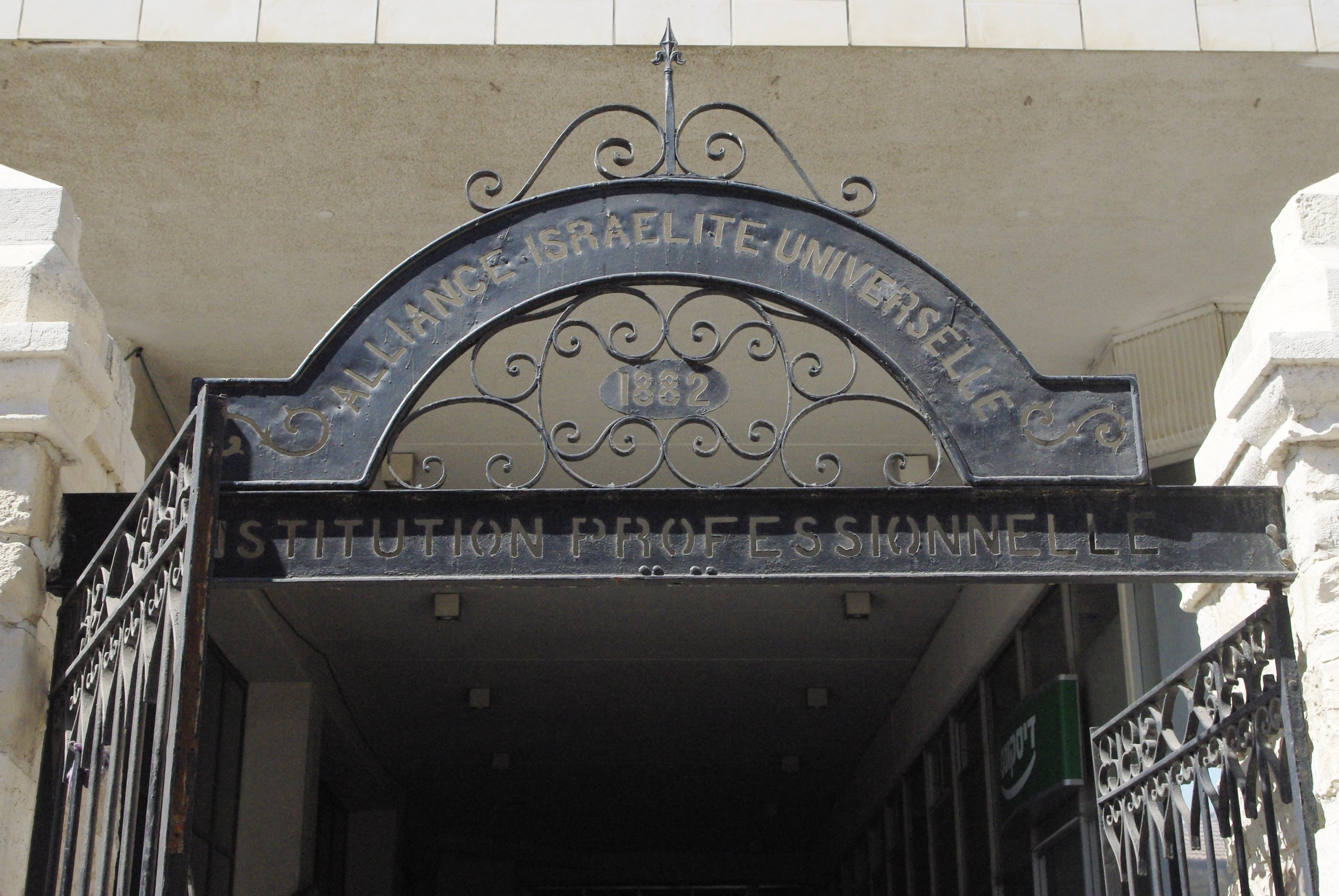
Portão da escola da Alliance israélite Universelle (1882), na Jaffa Road em Jerusalém

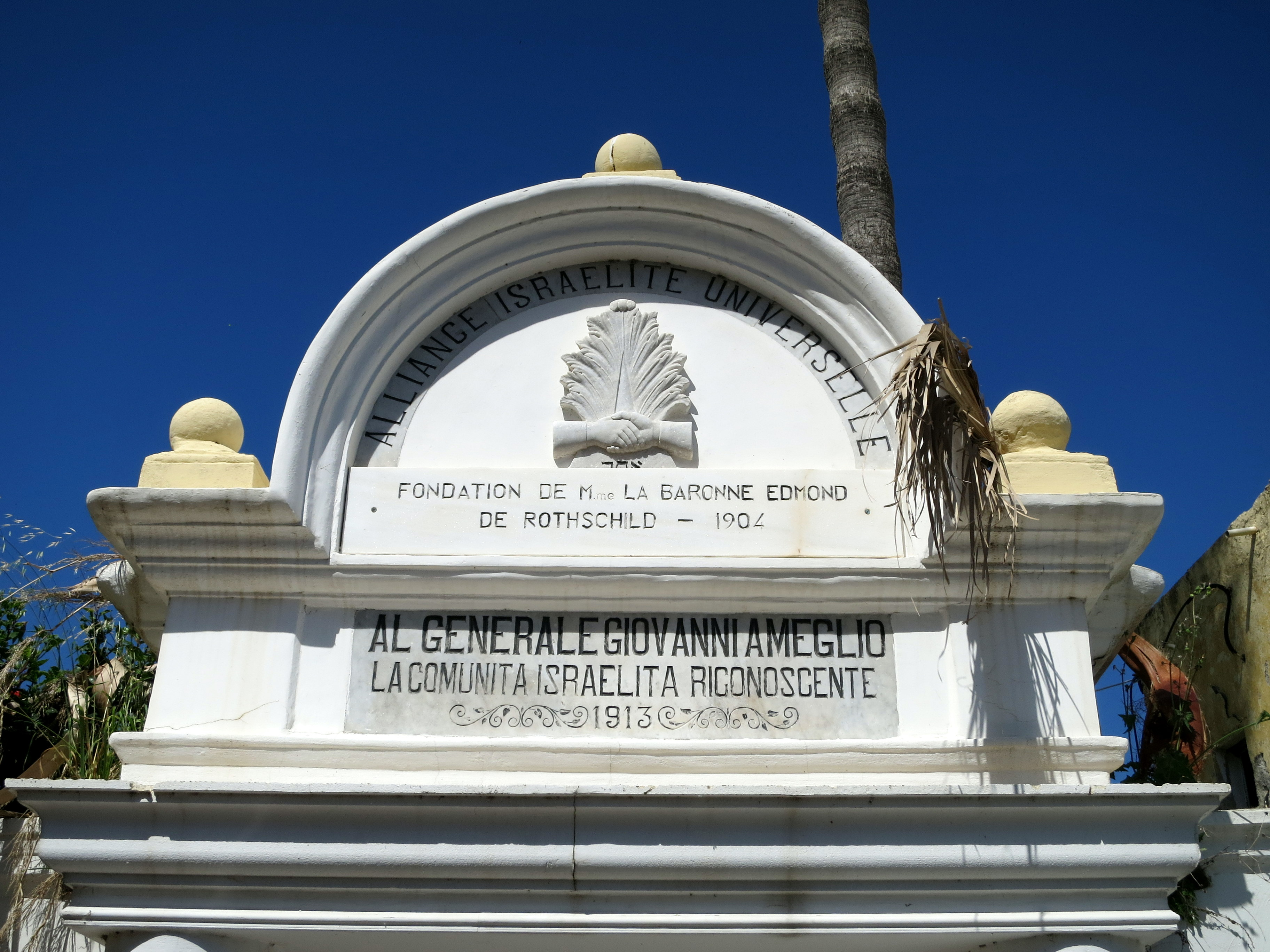
Inscrições na fonte em frente à antiga escola da Aliança Israélite Universelle em Rodes

Com o tempo, a atividade da Aliança tornou-se mais focada na educação e especialmente na melhoria do bem-estar dos judeus. Dois anos após a abertura da primeira escola em Tétuan, uma escola da Aliança foi aberta em Bagdá em 1864. Em 1870, Charles Netter, membro fundador da Aliança Israelita Universal, recebeu um pedaço de terra do Império Otomano como presente e abriu a escola agrícola Mikveh Israel, a primeira de uma rede de escolas judaicas na Palestina antes do estabelecimento do Estado de Israel. Mais de 60 escolas da Aliança operavam no Oriente Médio Otomano, no Irã e no Norte da África, oferecendo ensino fundamental formal e treinamento vocacional para crianças judias de famílias pobres. Muitos dos professores foram educados nas escolas de formação de professores da Aliança na Turquia e na França.
A Aliança fundou uma escola gratuita em Jerusalém em 1868.  Ela foi seguida por Mikveh Israel, perto de Jafa, fundada em 1870. Em 1882, uma escola secundária para meninos foi fundada em Jerusalém. Amin al-Husayni foi um dos seus alunos. O edifício original na Jaffa Road foi demolido depois de 1967. 
Em 1903, o grupo sionista Bnei Moshe deveria receber uma bolsa para abrir uma escola, mas seu financiamento foi retirado devido à insistência de Beni Moshe de que as aulas fossem em hebraico. No ano seguinte, a Aliança doou a propriedade que mais tarde se tornou as escolas Neve Tzedek (meninas) e Gymnasia Hezliya (meninos). Em 1906, a Aliança abriu uma escola secundária para meninas em Jerusalém. 
Em 1900, a Aliança Israelita Universal administrava 100 escolas com uma população estudantil combinada de 26.000. Os seus maiores esforços concentraram-se em Marrocos, na Tunísia e na Turquia. Após décadas de ensino exclusivamente em francês, as escolas começaram a ensinar hebraico aos seus alunos depois que o décimo primeiro Congresso Sionista insistiu, em meio ao renascimento moderno da língua hebraica, que esta fosse incluída no currículo. 
Em 1912, a Aliança tinha 71 escolas para meninos e 44 para meninas, com escolas em Bagdá, Jerusalém, Tânger, Istambul, Beirute, Cairo, Damasco e Salonica, sendo a principal fornecedora de educação moderna para judeus.
Um relatório de 1930 descobriu que havia 10 escolas judaicas em Bagdá, educando 7.182 crianças. Duas delas eram administradas pela Alliance Israélite Universelle. A escola para meninos era originalmente a escola David Sassoon, fundada em 1865. Albert Sassoon a doou à Aliança em 1874. Recebia 475 meninos. Quatro idiomas eram ensinados: hebraico, árabe, francês e inglês. Havia aulas de Ciências, Geografia e História. Todas as aulas eram ensinadas em francês, exceto os estudos morais e religiosos, que eram em hebraico. A Já a Alliance School for Girls foi fundada por Elly Kadoorie com 1177 alunas e com um currículo semelhante. 

## Escolas por país

### Escolas em Israel

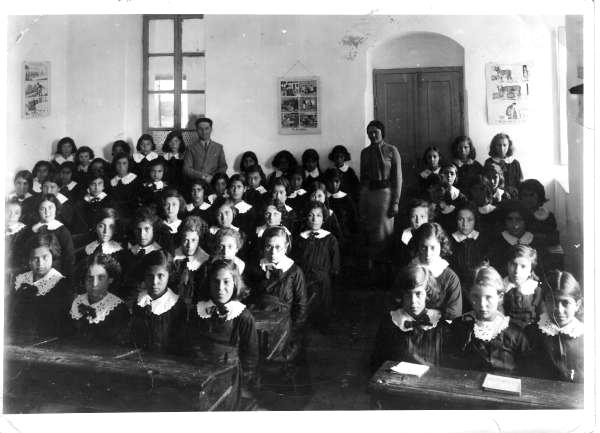
Escola para meninas da AIU em Jerusalém, 1935

A AIU continua operando dezenas de escolas e programas educacionais em Israel atualmente. Suas escolas históricas incluem a Alliance High School em Tel Aviv, a Alliance Israélite Universelle High School em Haifa, a René Cassin High School e a Braunschweig Conservative High School em Jerusalém. A rede também inclui a Escola para Surdos em Jerusalém, na qual estudantes surdos, judeus e árabes, com diversas deficiências mentais e físicas, estudam juntos. A vila juvenil Mikve Israel opera uma escola secundária estadual, uma escola secundária religiosa estadual especializada em ciências biológicas e naturais, ciências ambientais e biotecnologia; e uma escola secundária franco-israelita fundada em 2007 como uma iniciativa conjunta dos governos israelense e francês.

### Escolas na Turquia
Na década de 1860, quando as escolas de ensino médio francês operadas pela Alliance Israélite Universelle foram abertas, a posição do judaico-espanhol (ladino) começou a enfraquecer nas áreas do Império Otomano. O judaico-espanhol não foi usado como língua de instrução em nenhum momento da história, sendo adquirido por meio das famílias; portanto, o hebraico era percebido como a língua étnica de instrução para o povo judeu, usada por razões religiosas, no império. Com o tempo, o judaico-espanhol passou a ser visto como uma língua de baixo status, então as pessoas evitavam aprendê-lo.
Com o passar do tempo, a língua e a cultura judaico-espanhola declinaram e, em 2017, a escritora Melis Alphan descreveu que o judaico-espanhol estava "morrendo na Turquia".

## Impacto sobre meninas e mulheres
A AIU mudou e moldou os papéis e oportunidades para as mulheres no Norte da África. Antes de sua criação, apenas as meninas de famílias ricas ou de famílias de rabinos que recebiam alguma educação. A alfabetização e o treinamento qualificado proporcionaram uma oportunidade de ascensão social, especialmente para as meninas judias de origens desfavorecidas que anteriormente não podiam receber educação. Os currículos incluíam matemática fundamental, como aritmética, e exposição a disciplinas europeias, como geografia europeia e língua francesa. Além disso, as meninas recebiam formação profissional em áreas como bordado, costura, contabilidade, trabalho de secretariado, assistência de laboratório e química industrial; esta formação promoveu a independência econômica das mulheres judias na região. Muitas mulheres norte-africanas também foram educadas e treinadas como professoras da AIU na França, retornando depois aos seus países de origem para ensinar.
Junto com a mudança econômica, a AIU também mudou normas culturais para meninas judias no Magrebe. Principalmente, a AIU fez lobby para estender a idade típica de casamento de doze para quinze anos até 1948. Essa mudança no papel das mulheres gerou controvérsias em relação à secularização da sociedade judaica por meio de uma educação no estilo ocidental.

## Secularização
A AIU e, de forma mais geral, a colonização francesa de áreas do Norte da África, transferiram a educação das mãos de rabinos e de líderes religiosos para instrutores seculares europeus. Na Argélia, esta mudança resultou em um mandato legal: em 1845, uma lei exigiu que os judeus da Argélia fossem registrados em escolas francesas e frequentassem apenas uma escola religiosa como suplemento. Embora a AIU ensinasse disciplinas seculares e religiosas, como hebraico e história bíblica, os líderes religiosos ainda questionavam e lamentavam a secularização.
Da mesma forma, a AIU tentou secularizar os sistemas jurídicos judaicos no Norte da África. Antes da colonização, os judeus no Marrocos operavam seu sistema legal de acordo com a Halakha (lei judaica). Em 1913, a AIU apelou ao governo francês para julgar os “habitantes indígenas [judeus]” em tribunais franceses em vez de tribunais rabínicos.

## Influência política
Além da secularização, a AIU usou sua influência para defender a assimilação política dos judeus magrebinos na sociedade francesa. Os instrutores da AIU foram fundamentais no movimento de naturalização de judeus marroquinos educados. 

## Presidentes
- Louis-Jean Koenigswarter (1860–1863)
- Adolphe Crémieux (1863–1867)
- Salomão Munk (1867–1867)
- Adolphe Crémieux (1868–1880)
- Salomão Hayum Goldschmidt (1882–1898)
- Narcisse Leven (1898–1915)
- Arnold Netter (1915–1920, interino )
- Sylvain Lévi (1920–1935)
- Arnold Netter (1936–1936)
- Georges Leven (1936–1941)
- René Cassin (1943–1976)
- Jules Braunschvig (1976–1985)
- Adolphe Steg (1985–2011)
- Marc Eisenberg (2011–)

### Livros
- Ammiel, Alcalay (1993). After Jews and Arabs: Remaking Levantine Culture. [S.l.]: University of Minnesota Press. ISBN 978-1-4529-0001-8. OCLC 748858670. Consultado em 4 de novembro de 2024 – via Google Books
- Aviali-Tevivian, Ktziya (2003). Voyage vers le passé: un nouveau monde est né-le XIXe siècle (em francês). [S.l.]: Matah techn
- Beinin, Joel (2005). The Dispersion of Egyptian Jewry: Culture, Politics, and the Formation of a Modern Diaspora. [S.l.]: American University in Cairo Press. ISBN 9789774248900. Consultado em 4 de novembro de 2024 – via Google Books
- Bridger, David; Wolk, Samuel (1976). The New Jewish Encyclopedia. [S.l.]: Behrman House. 541 páginas. ISBN 978-0874411201. Consultado em 4 de dezembro de 2024 – via Google Books
- Chouraqui, André (1965). L'Alliance israélite universelle et la Renaissance juive contemporaine, 1860-1960 (em francês). [S.l.]: P.U.F.
- Dowty, Alan (2019). Arabs and Jews in Ottoman Palestine: Two Worlds Collide (em inglês). [S.l.]: Indiana University Press. 312 páginas. ISBN 978-0253038685. Consultado em 15 de novembro de 2024 – via Google Books
- Kam, Matia. Mikvé-Israël (em francês). Fonds Avi Haï: Matah techn
- Kaspi, André (2010). Histoire de l'Alliance israélite universelle - De 1860 à nos jours (em francês). [S.l.]: Armand Colin
- Leff, Lisa Moses (2006). Sacred Bonds of Solidarity: The Rise of Jewish Internationalism in Nineteenth-Century France. [S.l.]: Stanford University Press. ISBN 9780804752510. Consultado em 4 de novembro de 2024 – via Google Books
- Leven, Narcisse (1911). Cinquante ans d'histoire: l'Alliance israélite universelle (1860-1910) (em francês). Paris: [s.n.]
- Levy, Richard S (2005). Antisemitism: A historical encyclopedia of prejudice and persecution. 1. [S.l.]: ABC-CLIO. pp. 10–12
- Laskier, Michael M. (1997). North African Jewry in the Twentieth Century: The Jews of Morocco, Tunisia, and Algeria (em inglês). [S.l.]: NYU Press. ISBN 9780814752654. Consultado em 4 de novembro de 2024 – via Google Books
- Laskier, Michael M. (1984). A Aliança Israelita Universal e as Comunidades Judaicas de Marrocos, 1862-1962 (em inglês). [S.l.: s.n.] Consultado em 4 de novembro de 2024 – via Google Books
- Lewis, Bernard (1984). The Jews of Islam. [S.l.]: Greenwood Publishing Group. ISBN 9780691008073. Consultado em 4 de novembro de 2024 – via Google Books
- Rodrigues, Aharon (1991). Éducation, société et histoire: L'Alliance israélite universelle (em francês). [S.l.]: Institut Yad Ben-Zvi
- Sciarcon, Jonathan (2017). Educational Oases in the Desert: The Alliance Israélite Universelle's Girls' Schools in Ottoman Iraq, 1895-1915. [S.l.]: Albany State University of New York Press (SUNY). 196 páginas. ISBN 978-1-4384-6585-2
- Taieb-Carlen, Sarah (2010). The Jews of North Africa: From Dido to De Gaulle (em inglês). [S.l.]: University Press of America. ISBN 9780761850441. Consultado em 4 de novembro de 2024 – via Google Books
- Tessler, Mark A (1994). A History of the Israeli-Palestinian Conflict. [S.l.]: Indiana University Press. ISBN 978-0-253-20873-6. OCLC 1020226308 – via Google Books

### Outras publicações
- Alphan, Melis (9 de dezembro de 2017). «Ladino: A Judeo-Ottoman language that is dying in Turkey». Hurriyet. Consultado em 25 de dezembro de 2023
- Chevalier-Caron, C (2022). «L'héritage des activités de l'Alliance israélite universelle dans les relations entre accueillants.es et accueillis.es à Montréal et en France des années 1950 aux années 1980: le cas des migrations d'origine marocaine». Canadian Jewish Studies / Études Juives Canadiennes (em francês). 34: 112–129
- Eppel, Michael (1998). «The Elite, the Effendiyya, and the Growth of Nationalism and Pan-Arabism in Hashemite Iraq, 1921–1958». International Journal of Middle East Studies. 30 (2). doi:10.1017/S0020743800065880 – via www.academia.edu
- Laskier, Michael M (1983). «Aspects of the Activities of the Alliance Israélite Universelle in the Jewish Communities of the Middle East and North Africa: 1860-1918». Modern Judaism (em inglês). 3 (2). JSTOR 1396078. doi:10.1093/mj/3.2.147
- Mrejen-O’Hana, Simone (2003). «Isaac-Jacob Adolphe Crémieux, Avocat, homme politique, président du Consistoire central et de l'Alliance israélite universelle» 2 ed. Archives Juives (em francês). 36. ISSN 0003-9837. doi:10.3917/aj.362.0139
- Zetler, Reyhan (2014). «Turkish Jews between 1923 and 1933 – What Did the Turkish Policy between 1923 and 1933 Mean for the Turkish Jews?» (PDF). Bulletin der Schweizerischen Gesellschaft für Judaistische Forschung (em inglês) (23): 26. OCLC 865002828

### Ex-alunos notáveis

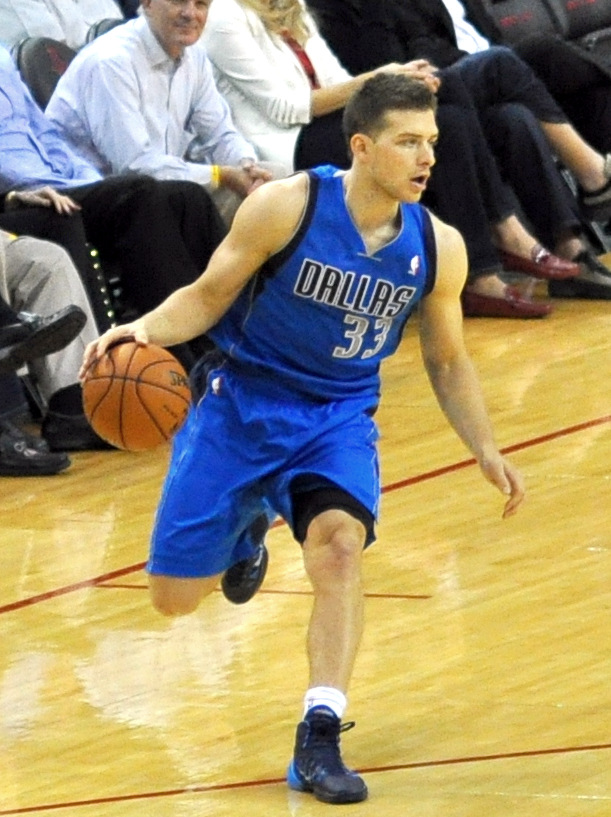
Gal Mekel

- Gal Mekel (imagem), jogador de basquete israelense da NBA.
- Din Din Aviv, cantor pop e folk israelense
- Ori Yogev, empresário israelense
- David Alliance, empresário britânico-iraniano